# Prosopocera marmorata
Prosopocera marmorata es una especie de escarabajo longicornio del género Prosopocera, tribu Prosopocerini, familia Cerambycidae. Fue descrita científicamente por Gahan en 1898.
Se distribuye por Etiopía, Kenia y Somalia. Mide 18-25 milímetros de longitud. El período de vuelo ocurre en los meses de marzo, abril, mayo y junio.